# Lostbone
Lostbone – polska grupa metalowa, powstała w 2005 roku.

## Muzycy
Obecny skład zespołu
- Przemysław Łucyan – gitara (od 2005)
- Michał Kowalczyk – gitara basowa (od 2008)
- Jan Englisz – perkusja (od 2007)

Byli członkowie zespołu
- Bartosz „Barton” Szarek – wokal (2008–2015)
- Krzysztof Bałauszko – perkusja (2006–2007)
- „Biały” - druga gitara (2006)
- Piotr Surmacz – wokal (2006–2008)
- Adrian Manowski – gitara basowa (2007)
- Maciek Krzemiński – gitara basowa (2007–2008)

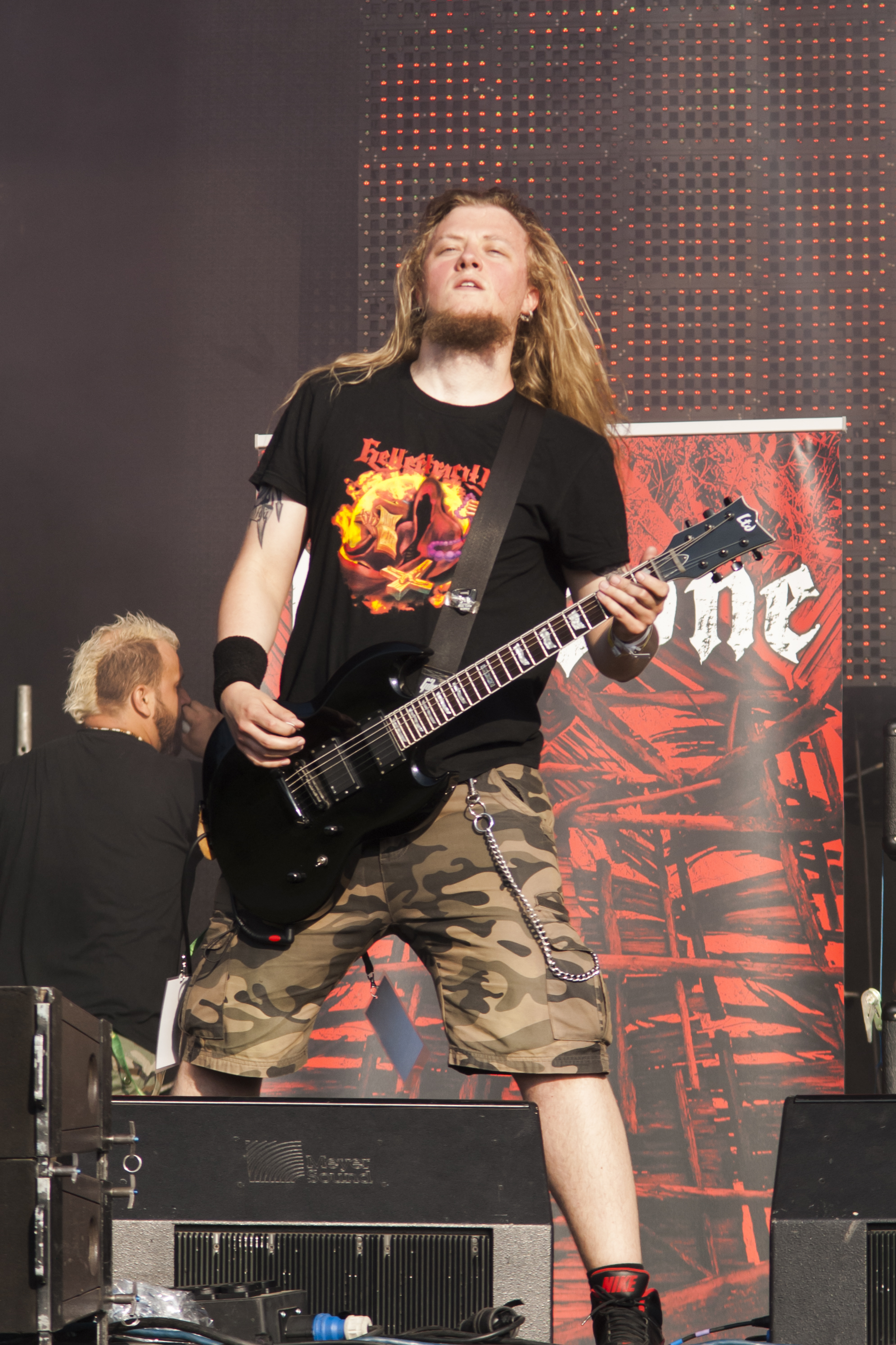
Przemysław Łucyan, podczas festiwalu Ursynalia 2013

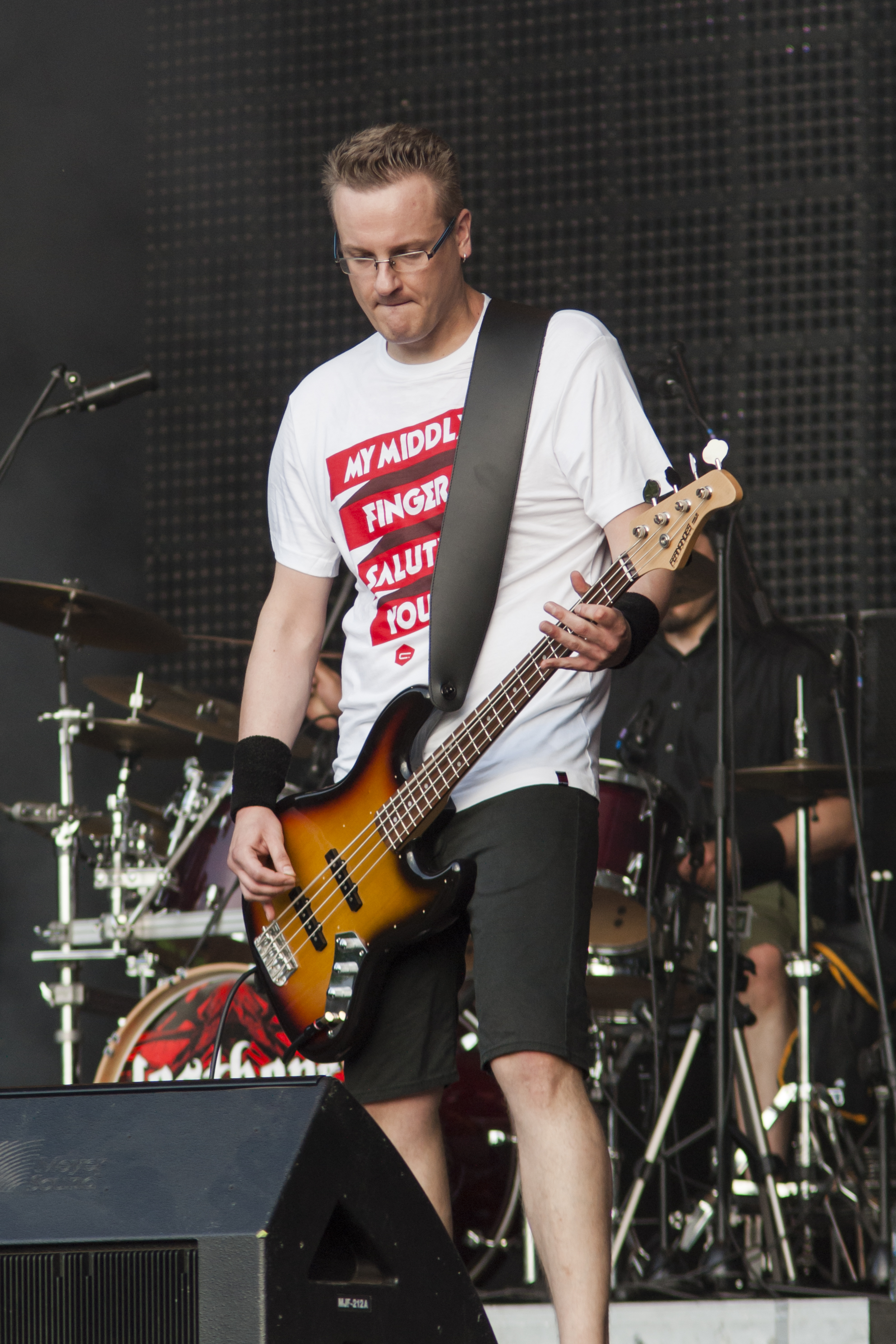
Michał Kowalczyk, podczas festiwalu Ursynalia 2013

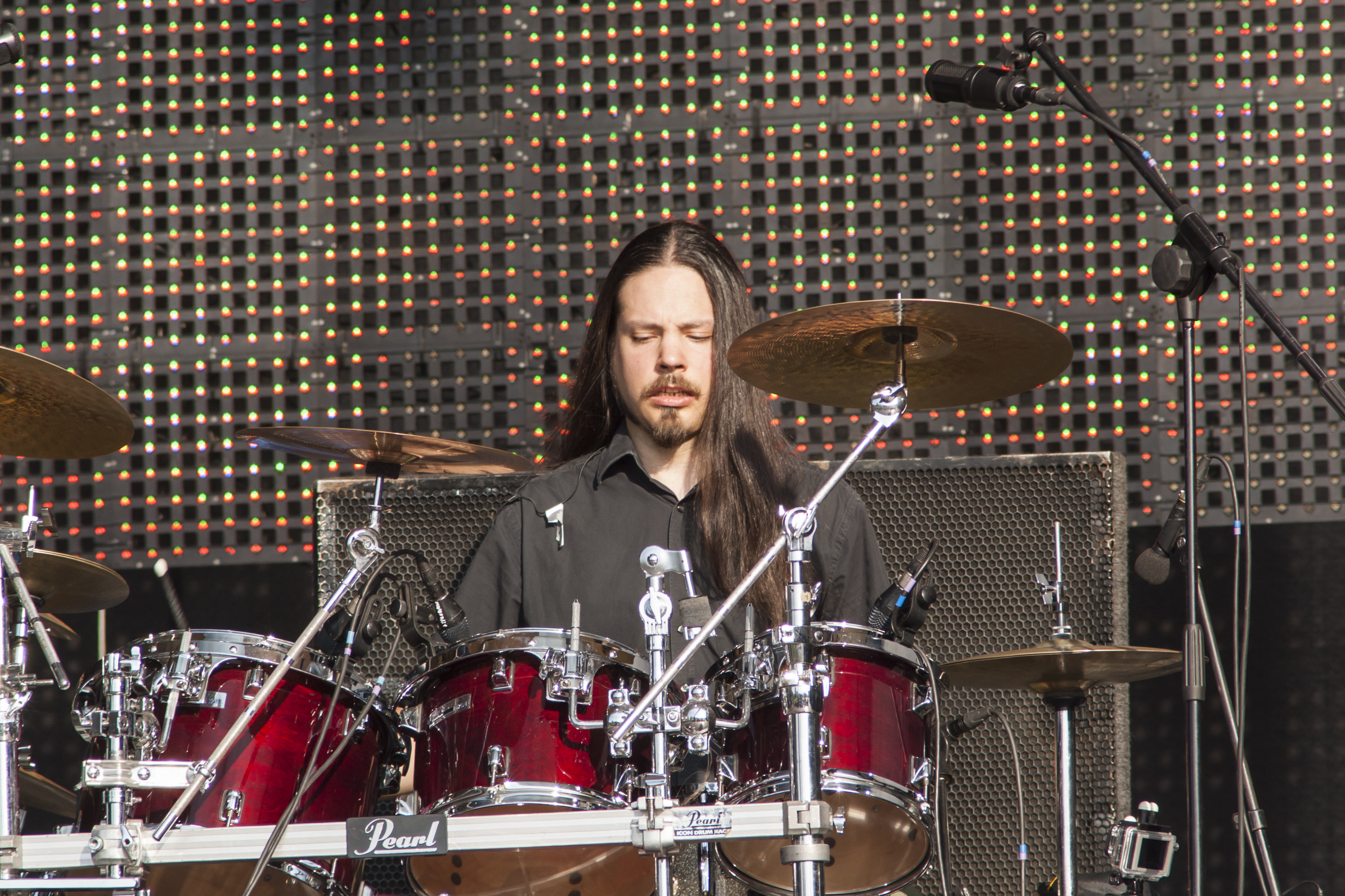
Jan Englisz, podczas festiwalu Ursynalia 2013

## Historia

### Time To Rise (2005–2007)
Zespół Lostbone został założony przez Przemka Łucyana w październiku 2005 roku. W styczniu 2006 do składu dołączył pierwszy stały perkusja – Krzysiek Bałauszko. W tym dwuosobowym składzie powstało dziesięć utworów, które znalazły się na pierwszej płycie zespołu. Przez kilka miesięcy w grupie był drugi gitarzysta – Biały, jednak po jego odejściu Lostbone pozostał z jedną gitarą na stałe. We wrześniu 2006 w składzie pojawił się pierwszy stały wokalista – Piotrek Surmacz, natomiast w styczniu 2007 dołączył basista Adrian Manowski i w tym składzie zespół nagrał pierwszą EP – „Time To Rise”. Materiał zarejestrowany został w warszawskim Progresja Studio z realizatorem Pawłem „Janosem” Grabowskim w zaledwie dwa dni, włączając w to miks i mastering (10-11.02.2007). Było to nie tylko pierwsze nagranie Lostbone, ale też dziewiczy materiał studia Progresja. Oprawę graficzną do EP stworzył Jakub Sokólski. 23 marca 2007 grupa zagrała pierwszy koncert w CPK w Warszawie.

### Lostbone (2007–2008)
W czerwcu 2007 stanowisko basisty zajął Maciek Krzemiński, wcześniej udzielający siew warszawskim składzie Harmider. Miesiąc później Lostbone zarejestrował, ponownie w Progresja Studio, pierwszy album, na który złożyło się dziesięć utworów. 10 października 2007 Lostbone wystąpił na warszawskim ParkFest obok Hedfirst i Carnal, gdzie poznaje osobiście przyszłego perkusistę – Janka Englisza, który miesiąc później zastępuje Krzyśka Bałauszko. W listopadzie dwa utwory z EP „Time To Rise” ukazały się na płycie kompilacyjnej „DIY: Hardcore Attack 2007”. 20 stycznia 2008 w warszawskim klubie Depozyt 44 odbyła się premiera pierwszej płyty, zatytułowanej po prostu „Lostbone”. Tego dnia grupa dzieliła scenę z Totem oraz Chain Reaction. Dystrybucję płyty na terenie Polski przejęło Spook Records. Album zdobył sporo pozytywnych recenzji, numery zaczęły gościć późną porą w kilku rozgłośniach radiowych, a zespół grał wiele koncertów. W kwietniu 2008 utwór „Sick Of It” ukazał się na kompilacji „Moshing Attitude part 1” wydanej przez francuską wytwórnię United Winds. W czerwcu 2008 zespół opuścił Maciek Krzemiński.

### Split It Out (2008–2009)
W lipcu 2008 do Lostbone dołączył basista Michał Kowalczyk, a miesiąc później zespół pożegnał wokalista Piotrek, którego zastąpił wokalista - Bartosz „Barton” Szarek. Tak ukształtował się obecny skład. We wrześniu 2008 grupa nagrała w Progresja Studio trzy utwory, które miesiąc później ukazały się na split EP z zespołem Terrordome – „Split It Out”. Za oprawę graficzną splitu odpowiedzialny był Kacper „Sober” Rachtan. 12 października Lostbone zagrał pierwszy koncert w nowym składzie, w warszawskim klubie Punkt. W grudniu album „Lostbone” miał swoją światową premierę w formatach elektronicznych poprzez amerykańskiego wydawcę Defend Music. W tym samym czasie w Polsce ukazała się kompilacja „Blood Hardcore”, na której znalazły się dwa utwory z „Split It Out”. Koniec roku 2008 i pierwsza połowa 2009 upłynęły pod znakiem koncertów m.in. u boku L’ Esprit du Clan, Beatallica, Frontside, Proletaryat, czy Corruption. Czerwiec 2009 przyniósł premierę pierwszego klipu grupy – „Vultures”.

### Severance (2009–2011)
W lecie 2009 Lostbone z Janosem zarejestrował w Progresja Studio dwanaście utworów na drugi album. Miksem i masteringiem zajął się tym razem Szymon Czech w olsztyńskich X Studio i Elephant Studio. Oprawę graficzną płyty po raz kolejny stworzył Kacper Rachtan. Album z wisielczą pętlą na okładce miał swoją premierę 13 lutego 2010 pod szyldem AltArt Music, a dzień później Lostbone zagrał premierowy koncert w warszawskim klubie Neo, u boku So I Scream. W marcu grupa ruszyła w swoją pierwszą, pełnowymiarową trasę koncertową, u boku Corruption i Carnal pod szyldem „Bourbon River Re-Creation Tour 2010”. Album zebrał bardzo pozytywne opinie zarówno w prasie, jak i wśród słuchaczy, a zespół przez resztę roku kontynuował koncerty, w tym drugą część trasy z Corruption. W czerwcu „Severance” ukazało się na całym świecie w formatach elektronicznych, poprzez Quickstar Production. Rok 2011 Lostbone rozpoczęło supportując Kat & Roman Kostrzewski w warszawskim klubie Stodoła. W kwietniu premierę miał pierwszy klip promujący „Severance” – zrealizowany do utworu tytułowego. Kolejne miesiące to kilkadziesiąt koncertów m.in. podczas trasy z Frontside, zajmując drugie miejsce w polskim finale Wacken Metal Battle 2011 oraz w czerwcu grając jako jedyny suport Cavalera Conspiracy, ponownie w Stodole, czy grając jako jeden z głównych zespołów na Festiwalu Metalowa Twierdza 2011. W lipcu 2011 Lostbone weszło do Sound Division Studio w Warszawie, aby nagrać materiał na trzeci album. Za realizację odpowiedzialni byli Arek „Malta” Malczewski, oraz Filip „Heinrich” Hałucha. Końcówka roku to kolejne koncerty jako headliner, oraz u boku Frontside i Hunter.

### Ominous (2012–2013)
Album „Ominous” ukazał się 13 stycznia 2012 roku, co zespół przypieczętował, tym razem, trzema premierowymi koncertami we Wrocławiu, Bielsku-Białej i Warszawie u boku m.in. Jelonka, Horrorscope i Ametrii. 8 stycznia premierę miał pierwszy klip do płyty – „An Eye For An Eye”. Album spotkał się z bardzo pozytywnym odzewem, zebrał wiele bardzo dobrych recenzji, a nowe numery w licznej reprezentacji szybko weszły w zestaw koncertowy. W marcu ruszył w trwającą miesiąc ogólnopolską „Metalową Trasę Roku 2012”, podczas której Lostbone towarzyszyły Made Of Hate i Hedfirst. W okresie letnim zespół zagrał jako headliner ŻubrFest 2012, na Festiwalu Mocnych Brzmień u boku m.in. Decapitated oraz jako support Six Feet Under podczas ich warszawskiego koncertu. 1 września odbyła się premiera drugiego teledysku do nowej płyty – animowanego „Temptations”. Druga połowa roku to mini trasa z Made Of Hate „Ominogen Live 2012”, oraz koncerty u boku Frontside, My Riot i Flapjack. Rok zakończył się występem na festiwalu Warszawa Brzmi Ciężko u boku m.in. Hate i Hellectricity. Styczeń 2013 przyniósł premierę trzeciego klipu do „Ominous”, zrealizowanego do utworu „Choose Or Be Chosen”. W lutym Lostbone zagrał u boku Decapitated, None i Chainsaw na Black Star Fest IV – festiwalu poświęconemu pamięci Aleksandra „Olassa” Mendyka. W lutym zespół podpisał umowę z firmą Fonografika, w ramach, której płyta „Ominous” ukazała się na całym świecie w formatach elektronicznych. W marcu i kwietniu 2013 Lostbone zagrał kolejną ogólnopolską, liczącą piętnaście koncertów, trasę u boku Made Of Hate oraz wielu zaproszonych zespołów, jak Hedfirst, Huge CCM, TMS, Empatic, czy Traces To Nowhere. W kwietniu zespół udostępnił album „Ominous” do odsłuchania w całości na portalu Youtube. 31 maja Lostbone wystąpił na Festiwalu Ursynalia 2013, u boku m.in. Motörhead, Bullet For My Valentive, Soilwork, Parkway Drive, czy HIM. W czerwcu zespół zagrał jako support Coal Chamber, 5 sierpnia jako support Gojira w Stodole, a także na Metal Day w Nysie, po czym zagrał serię jesiennych koncertów, m.in. u boku Acid Drinkers, Hunter i Frontside. Grupa ogłosiła, że przygotowuje się do nagrania kolejnej płyty, której rejestracja planowana jest na początek 2014.

### Not Your Kind (2014-)
Sesja nagraniowa czwartego albumu rozpoczęła się 2 stycznia 2014 w ZED Studio. Gitarzysta zespołu w wywiadzie dodał, że „kilka dodatków zarejestrowaliśmy w HZ Studio oraz HUGE Studio”, ponadto teksty do dwóch utworów napisał Barton. Za okładkę odpowiada Łukasz „Pachu” Pach znany jako wokalista zespołów Vedonist i Huge CCM oraz za oprawy graficzne albumów i koszulek takich zespołów jak Acid Drinkers, czy Behemoth. Po sesji nagraniowej zespół zagrał kilka koncertów w całej Polsce, między innymi z zespołami The Analogs, Drown My Day, Infliction, Deyacoda, Neshorn, jak również 15 marca na Świebodzice Rockfest pośród takich zespołów jak TSA, Luxtorpeda i Dżem. Na początku kwietnia Lostbone odbył krótką trasę po Łotwie. 10 lipca zespół przedstawił okładkę zespołu i ogłosił premierę albumu na 6 września. W sierpniu ukazało się lyric video do utworu „Through Hell We Rise”. Album został wydany przez Fonografikę. Na płycie znów pojawili się goście - tym razem byli to Mike „Kosa” Kostrzyński z zespołu Made of Hate, Dariusz „Daron” Kupis z zespołu Frontside, którzy nagrali solówki, a także wspomniany wcześniej Łukasz „Pachu” Pach, Tomasz „Titus” Pukacki z Acid Drinkers oraz Tomasz „Lipa” Lipnicki znany z Illusion oraz Lipali jako wokaliści. Na płycie pojawił się pierwszy polskojęzyczny utwór zespołu - „Monolit”. 29 sierpnia w Warszawie odbyło się „Drink & release party”, na którym można było zakupić płyty oraz koszulki przed oficjalną premierą oraz premierę miał klip do utworu „Nothing left". Lostbone pojawił się we wrześniu na Summer Dying Loud w Aleksandrowie Łódzkim, pośród takich zespołów jak Blindead, Riverside, Decapitated, Dezerter, Kabanos, Hunter, Corruption, None i Rust. W październiku zespół odbył zagraniczną trasę obejmującą: Rumunię, Czechy i Węgry. U boku Lostbone na całej trasie wystąpił gdański Loko. Listopad 2014 to kolejna ogólnopolska trasa, tym razem w towarzystwie warszawiaków ze Scarlet Skies. 2014 rok Lostbone zakończył grając jako support Pro-Pain w Żorach. W 2015 zespół zagrał na trasie razem z Acid Drinkers, po czym w kwietniu odbył trasę po Rumunii i Łotwie. W lipcu Lostbone zagrał na Barock Fest w Rumunii oraz na Barrocko Metal Shop Fest Vol. 13 w Czechach. W tym czasie pojawił się również nowy klip do utworu „Into the pit”. Zwieńczeniem zagranicznej trasy była kompilacja z okazji 10-lecia zespołu - „Metal United 2015”, na której oprócz Lostbone można było usłyszeć rumuńskie zespoły metalowe takie jak Decease, Implant Pentru Refuz, Targ3t oraz Marchosias. W październiku zespół odbył kolejną, jubileuszową trasę po Rumunii. Niedługo później Barton ogłosił, że z końcem roku rozstaje się z zespołem, a Lostbone szuka wokalisty. Pierwszy kwartał 2015 to seria koncertów po Polsce m.in. u boku Acid Drinkers, Empatic czy Hope. W lutym premierę miało lyric video do utworu „Monolit”. W kwietniu Lostbone po raz kolejny odwiedził z koncertami Rumunię, natomiast w maju zawitał u boku Enhet na Łotwę. W lipcu grupa pojawiła się na festiwalu Rock Noc 2015 u boku Dezerter i Virgin Snatch, oraz zawitał na dwa festiwale do Rumunii i Czech: Barck Fest i Barrocko Fest 2015. W międzyczasie miał premierę kolejny teledysk do płyty „Not your Kind” – do utworu „Into The Pit”. W sierpniu Lostbone zagrał na Muszla Fest w Bydgoszczy, a w październiku odbył jako headliner trasę dookoła Rumunii. W ramach uczczenia dziesiątej rocznicy istnienia Lostbone w październiku ukazała się płyta kompilacyjna „Metal United 2015” z trzema nowymi utworami oraz kompozycjami czterech metalowych zespołów z Rumunii: Implant Pentru Refuz, Marchosias, Target oraz Decease. Nowe kompozycje zarejestrowano w sierpniu w Progresja Studio – po raz kolejny pod okiem Pawła „Janosa” Grabowskiego. Końcówka 2015 roku to kilka sztuk po Polsce.

## Dyskografia
- Time to rise (2007, EP)
- Split it out (razem z Terrordome, 2008)
- Lostbone (2008)
- Severance (2010)
- Ominous (2012)
- Not Your Kind (2014)
- Metal United (2015, kompilacja, CD)

Notowane utwory
| „Nothing Left"              | 2014 | 1 | Not Your Kind |
| „—” utwór nie był notowany. |      |   |               |

## Teledyski
- „Choose Or Be Chosen” – 2013 (realizacja Tomek Niedzielko i Magogo Production)
- „Temptations” – 2012 (realizacja Mikołaj Birek)
- „An Eye For An Eye” – 2012 (realizacja Tomek Niedzielko i Magogo Production)
- „Severance” – 2011 (realizacja Piotr "\karczoid/" Karcz)
- „Vultures” – 2009 (realizacja Misiek Ślusarski)
- „Nothing left" - 2014 (realizacja Dominik L. Marzec, Michał Barylski)
- „Into the pit” - 2015 (nagranie i edycja: Tomek Niedzielko, wystąpiły: Marta Ranosz i Dela Potera)